# Lucius Matuccius Fuscinus
Lucius Matuccius Fuscinus war ein im 2. Jahrhundert n. Chr. lebender Angehöriger des römischen Senatorenstandes.
Durch mehrere Inschriften ist belegt, dass Fuscinus im Jahr 158 Kommandeur (Legatus legionis) der Legio III Augusta war, die ihr Hauptlager in Lambaesis in der Provinz Africa hatte. In zwei der Inschriften wird er als consul designatus bezeichnet. Durch mehrere Militärdiplome, die z. T. auf den 21. Juni 159 datiert sind, ist nachgewiesen, dass er 159 zusammen mit Marcus Pisibanius Lepidus Suffektkonsul war; die beiden Konsuln übten ihr Amt vom 1. April bis zum 30. Juni des Jahres aus.
Durch eine der Inschriften ist seine Frau Volteia Cornificia und seine Tochter Matuccia Fuscina bekannt. In einer Inschrift aus Thamugadi wird er als patronus coloniae bezeichnet. In weiteren Inschriften wurde sein Name ergänzt.